# بییانوبلا
بییانوبلا (به اسپانیایی: Villanubla) یک شهرستان در اسپانیا است که در استان وایادولید واقع شده‌است.